# Allemagne au Concours Eurovision de la chanson 1970
L'Allemagne a participé au Concours Eurovision de la chanson 1970 le 21 mars à Amsterdam. C'est la 15e participation allemande au Concours Eurovision de la chanson.
Le pays est représenté par la chanteuse Katja Ebstein et la chanson Wunder gibt es immer wieder, sélectionnées par Hessischer Rundfunk (HR) au moyen d'une finale nationale.

## Sélection

### Ein Lied für Amsterdam
Le radiodiffuseur allemand pour le Land de la Hesse, la Hessischer Rundfunk (HR, « Radiodiffusion de la Hesse »), organise la finale nationale Ein Lied für Amsterdam (« Une chanson pour Amsterdam ») afin de sélectionner l'artiste et la chanson représentant l'Allemagne au Concours Eurovision de la chanson 1970.

#### Finale
La finale allemande, présentée par Marie-Louise Steinbauer, a lieu le 16 février 1970 à Francfort-sur-le-Main.
Six artistes et leurs chansons respectives ont participé à cette sélection allemande. Les chansons sont toutes interprétées en allemand, langue nationale de l'Allemagne.
Plusieurs participants à cette sélection allemande, ont déjà ou iront participer par la suite à l'Eurovision représentant l'Allemagne ou un autre pays : Kirsti Sparboe en 1965, 1967 et 1969 (Norvège) ; Mary Roos en 1972 et 1984 (Allemagne).
Un jury composé de sept membres procède à deux tours de vote. Lors du premier tour chaque juré attribue un point aux trois chansons qu'ils jugent les meilleures. Lors du deuxième tour, chacun des sept jurés attribue un point à la chanson qu'il juge la meilleure.
| Ordre | Artiste        | Chanson                                            | Traduction                                           | Points   | Points  | Place |
| Ordre | Artiste        | Chanson                                            | Traduction                                           | 1er tour | 2e tour | Place |
| ----- | -------------- | -------------------------------------------------- | ---------------------------------------------------- | -------- | ------- | ----- |
| 1     | Mary Roos      | Bei jedem Kuß                                      | À chaque baiser                                      | 5        | 0       | 2     |
| 2     | Roberto Blanco | Auf der Kurfürstendamm sagt man Liebe              | Au Kurfürstendamm les gens disent amour              | 1        | –       | 5     |
| 3     | Kirsti Sparboe | Pierre, der Clochard                               | Pierre, le clochard                                  | 3        | –       | 4     |
| 4     | Peter Beil     | Blaue Augen, rote Lippen und kastanienbraunes Haar | Yeux bleus, lèvres rouges et cheveux bruns châtaigne | 0        | –       | 6     |
| 5     | Katja Ebstein  | Wunder gibt es immer wieder                        | Les miracles se répètent toujours                    | 7        | 7       | 1     |
| 6     | Reiner Schöne  | Allein unter Millionen                             | Seul parmi des millions                              | 5        | 0       | 2     |

Lors de cette sélection, c'est la chanson Wunder gibt es immer wieder interprétée par Katja Ebstein qui fut choisie, accompagnée de Christian Bruhn comme chef d'orchestre.

## À l'Eurovision
Chaque pays a un jury de dix personnes. Chaque juré attribue un point à sa chanson préférée.

### Points attribués par l'Allemagne
| 4 points | Royaume-Uni           |
| 2 points | Irlande Italie Suisse |

### Points attribués à l'Allemagne
| 10 points | 9 points  | 8 points     | 7 points  | 6 points                   |
| --------- | --------- | ------------ | --------- | -------------------------- |
|           |           |              |           |                            |
| 5 points  | 4 points  | 3 points     | 2 points  | 1 point                    |
|           | - Espagne | - Luxembourg | - Irlande | - Italie - Monaco - Suisse |

Katja Ebstein interprète Wunder gibt es immer wieder en 11e position lors de la soirée du concours, suivant Monaco et précédant — le pays remportant par la suite le concours — l'Irlande. 
Au terme du vote final, l'Allemagne termine 3e sur les 12 pays participants, ayant reçu 12 points au total de la part de six pays différents,.